# Intercup 2021
La Intercup 2021 fue una competición de fútbol playa organizada por la Beach Soccer Worldwide en que participaron seleccionados nacionales y clubes de fútbol playa. Fue disputada del 21 al 25 de abril en San Petersburgo, Rusia.

## Participantes
En cursiva los equipos debutantes. 
| Equipos participantes | Equipos participantes | Equipos participantes | Equipos participantes |
| --------------------- | --------------------- | --------------------- | --------------------- |
| BSC Lokomotiv Moscow  | FC Delta              | Bielorrusia           | LEX Beach             |
| CSKA Moscow           | BSC Krylya Sovetov    | BSC Kristall          | Rusia                 |

## Fase de grupos

### Grupo A
| Equipo               | Pts. | PJ | PG | PG+ | PP | GF | GC | Dif. |
| -------------------- | ---- | -- | -- | --- | -- | -- | -- | ---- |
| BSC Lokomotiv Moscow | 9    | 3  | 3  | 0   | 0  | 14 | 7  | +7   |
| FC Delta             | 6    | 3  | 2  | 0   | 1  | 9  | 6  | +3   |
| Bielorrusia          | 3    | 3  | 1  | 0   | 2  | 12 | 15 | -3   |
| LEX Beach            | 0    | 3  | 0  | 0   | 3  | 9  | 16 | -7   |

| Fecha               | Lugar           |                      |                        | Resultado |                        |                      |
| ------------------- | --------------- | -------------------- | ---------------------- | --------- | ---------------------- | -------------------- |
| 21 de abril de 2021 | San Petersburgo | BSC Lokomotiv Moscow | Bandera de Rusia       | 2:1       | Bandera de Rusia       | FC Delta             |
| 21 de abril de 2021 | San Petersburgo | LEX Beach            | Bandera de Rusia       | 4:7       | Bandera de Bielorrusia | Bielorrusia          |
| 22 de abril de 2021 | San Petersburgo | Bielorrusia          | Bandera de Bielorrusia | 2:7       | Bandera de Rusia       | BSC Lokomotiv Moscow |
| 22 de abril de 2021 | San Petersburgo | FC Delta             | Bandera de Rusia       | 4:1       | Bandera de Rusia       | LEX Beach            |
| 23 de abril de 2021 | San Petersburgo | Bielorrusia          | Bandera de Bielorrusia | 3:4       | Bandera de Rusia       | FC Delta             |
| 23 de abril de 2021 | San Petersburgo | BSC Lokomotiv Moscow | Bandera de Rusia       | 5:4       | Bandera de Rusia       | LEX Beach            |

### Grupo B
| Equipo             | Pts. | PJ | PG | PG+ | PP | GF | GC | Dif. |
| ------------------ | ---- | -- | -- | --- | -- | -- | -- | ---- |
| BSC Kristall       | 7    | 3  | 2  | 1   | 0  | 17 | 11 | +6   |
| Rusia              | 6    | 3  | 2  | 0   | 1  | 18 | 11 | +7   |
| BSC Krylya Sovetov | 3    | 3  | 1  | 0   | 2  | 13 | 18 | -5   |
| CSKA Moscow        | 0    | 3  | 0  | 0   | 3  | 11 | 19 | -8   |

| Fecha               | Lugar           |                    |                  | Resultado      |                  |                    |
| ------------------- | --------------- | ------------------ | ---------------- | -------------- | ---------------- | ------------------ |
| 21 de abril de 2021 | San Petersburgo | BSC Krylya Sovetov | Bandera de Rusia | 4:7            | Bandera de Rusia | Rusia              |
| 21 de abril de 2021 | San Petersburgo | CSKA Moscow        | Bandera de Rusia | 4:6            | Bandera de Rusia | BSC Kristall       |
| 22 de abril de 2021 | San Petersburgo | Rusia              | Bandera de Rusia | 6:2            | Bandera de Rusia | CSKA Moscow        |
| 22 de abril de 2021 | San Petersburgo | BSC Kristall       | Bandera de Rusia | 6:2            | Bandera de Rusia | BSC Krylya Sovetov |
| 23 de abril de 2021 | San Petersburgo | CSKA Moscow        | Bandera de Rusia | 5:7            | Bandera de Rusia | BSC Krylya Sovetov |
| 23 de abril de 2021 | San Petersburgo | Rusia              | Bandera de Rusia | 5:5 (4-5 pen.) | Bandera de Rusia | BSC Kristall       |

## Fase final

### Semifinales del quinto lugar
| Fecha               | Lugar           |                    |                        | Resultado |                  |             |
| ------------------- | --------------- | ------------------ | ---------------------- | --------- | ---------------- | ----------- |
| 24 de abril de 2021 | San Petersburgo | Bielorrusia        | Bandera de Bielorrusia | 5:3       | Bandera de Rusia | CSKA Moscow |
| 24 de abril de 2021 | San Petersburgo | BSC Krylya Sovetov | Bandera de Rusia       | 3:4       | Bandera de Rusia | LEX Beach   |

### Semifinales
| Fecha               | Lugar           |                      |                  | Resultado |                  |          |
| ------------------- | --------------- | -------------------- | ---------------- | --------- | ---------------- | -------- |
| 24 de abril de 2021 | San Petersburgo | BSC Lokomotiv Moscow | Bandera de Rusia | 3:5       | Bandera de Rusia | Rusia    |
| 24 de abril de 2021 | San Petersburgo | BSC Kristall         | Bandera de Rusia | 6:4       | Bandera de Rusia | FC Delta |

### Disputa del séptimo lugar
| Fecha               | Lugar           |             |                  | Resultado |                  |                    |
| ------------------- | --------------- | ----------- | ---------------- | --------- | ---------------- | ------------------ |
| 25 de abril de 2021 | San Petersburgo | CSKA Moscow | Bandera de Rusia | 2:4       | Bandera de Rusia | BSC Krylya Sovetov |

### Disputa del quinto lugar
| Fecha               | Lugar           |             |                        | Resultado |                  |           |
| ------------------- | --------------- | ----------- | ---------------------- | --------- | ---------------- | --------- |
| 25 de abril de 2021 | San Petersburgo | Bielorrusia | Bandera de Bielorrusia | 4:3       | Bandera de Rusia | LEX Beach |

### Disputa del tercer lugar
| Fecha               | Lugar           |          |                  | Resultado |                  |                      |
| ------------------- | --------------- | -------- | ---------------- | --------- | ---------------- | -------------------- |
| 25 de abril de 2021 | San Petersburgo | FC Delta | Bandera de Rusia | 1:3       | Bandera de Rusia | BSC Lokomotiv Moscow |

### Final
| Fecha               | Lugar           |              |                  | Resultado |                  |       |
| ------------------- | --------------- | ------------ | ---------------- | --------- | ---------------- | ----- |
| 25 de abril de 2021 | San Petersburgo | BSC Kristall | Bandera de Rusia | 3:4       | Bandera de Rusia | Rusia |

| Bandera de Rusia |
| Campeón Rusia    |
| 2.° título       |

## Clasificación final
| # | País                 |
| - | -------------------- |
| 1 | Rusia                |
| 2 | BSC Kristall         |
| 3 | BSC Lokomotiv Moscow |
| 4 | FC Delta             |
| 5 | Bielorrusia          |
| 6 | LEX Beach            |
| 7 | BSC Krylya Sovetov   |
| 8 | CSKA Moscow          |